# DJ Abyss
DJ Abyss (* 16. Februar 1972 in Frankfurt (Oder); bürgerlicher Name Daniel Stolze) ist ein deutscher DJ.

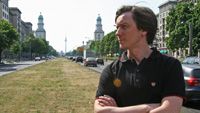
DJ Abyss (2008)

## Leben
In den 1980er Jahren erhielt Stolze eine Musikausbildung in Gesang/E-Bass und war in der HipHop-Szene als Breakdancer aktiv. 1988 erreichte er das Finale der DDR-Meisterschaften im Breakdance.
1991 war er Mitgründer des ersten ostdeutschen Techno-Clubs KamithHall, in dem er erstmals unter dem Pseudonym „Abyss“ (deutsch: „Abgrund“) auflegte. 1992 wurde der Mietvertrag gekündigt und die KamithHall umgebaut zum Wolke Camp, in dem Axel Schulz, Henry Maske und andere Boxer für ihre Weltmeisterschaftskämpfe von Manfred Wolke trainiert wurden. Von 1992 bis 2004 war Abyss Chefredakteur und Herausgeber des europaweit erscheinenden Techno- und House-Magazins TenDance. 1992 gründete er zusammen mit DJ Kid Paul das Party-Konzept „Space Admission“, zu dem im Dezember 1992 auch Paul van Dyk als fester DJ hinzukam. Unter diesem Veranstaltungsnamen fanden bis 1998 mehrere Events mit internationalen Gast-DJs in wechselnden Lokalitäten in Berlin und Brandenburg statt. 1993 veranstaltete er die „X-Mix-1 The MFS Trip“. Seit 1993 legte er regelmäßig im Walfisch auf und eröffnete 1994 den Club Margin in Frankfurt (Oder), sowie ein Jahr später das „Marginal Frontier“ in Guben. 1995 wurde er Resident-DJ im Berliner Tresor und ist international als DJ unterwegs.
1998 produzierte er zusammen mit dem Berliner Produzenten Jay Ray unter dem Pseudonym „Abyss vs. TR727“ mehrere Tracks für das Berliner Label MFS. Abyss beendete seine Arbeit als Resident-DJ im Berliner Tresor und ist seit 1998 regelmäßiger DJ im Matrix, Casino, Sternradio und im Sage Club Berlin. 1999 gründete er die beiden Techno-Labels Strike Records und Alternate Recordings. 2002 veröffentlichte DJ-Sets Music einen Live-Mitschnitt von Abyss aus dem Berliner Sage Club vom 21. Dezember 2001. Im Juli 2021 erscheint sein Album "Paleance" mit 13 Songs auf CD und als Stream. Die auf dem Album enthaltenen Titel sind frühere Produktionen der Jahre 1999 bis 2004, welche für das CD-Album neu gemastert wurden.

## Werke
- Abase
- Allkow (vs. Trinity)
- Asteroid
- Back Alley
- Big Apple
- Big Arche
- Big Herard
- Elevator (vs. TR727)
- Every time I see you
- Faculty
- Fatality
- Kick down (vs. TR727)
- Loft (vs. TR727)
- Maximum Volume
- Paleance
- Ganymed
- One Day
- Abyss
- Times of free life
- Wintermute
- You Make Me Lose Control